# 考芒德 (阿肯色州)
考芒德（英語：Cow Mound）是位於美國阿肯色州伍德拉夫縣的一個鬼鎮。

## 地理
考芒德所處的海拔為高於海平面56米（即184英呎），而該地所採用的時區為UTC-6，即北美中部時區（CST）。同時該地設有夏令時間，為UTC-6調快一小時，即UTC-5（CDT）。